# Erigorgus annulitarsis
Erigorgus annulitarsis là một loài tò vò trong họ Ichneumonidae.